# Rosalyn Yalowová
Rosalyn Yalowová, celým jménem Rosalyn Sussman Yalow (19. července 1921 – 30. května 2011), byla americká lékařská fyzička, spolunositelka Nobelovy ceny z roku 1977 za fyziologii a lékařství (společně s Rogerem Guilleminem a Andrew Schallym) za vývoj radioimunoanalýzy (RIA), objevu, který způsobil revoluci téměř ve všech oblastech medicíny tím, že umožnil přesné a specifické měření koncentrace peptidových hormonů a mnoha dalších biologicky významných látek v krvi a jiných tělních tekutinách.  Byla to druhá Američanka po Gerty Coriové, která dostala Nobelovu cenu za fyziologii nebo medicínu.

## Životopis
Narodila se na Manhattanu (otec Simon, matka Clara (rozená Zipperová)), navštěvovala Waltonovu střední školu. Rodiče, praktičtěji založení, se domnívali, že nejvíce žádoucí postavení pro ni byl měla být učitelka základní školy, ona se ale chtěla věnovat fyzice. Byla jednou z nejlepších studentek Hunter College, vynikala v matematice a chemii. V posledním semestru škola zařadila do učebních osnov fyziku a v lednu 1941 se Rosalyn stala první studentkou, která tento obor absolvovala.
Nevěřila, že by jí jako ženě a Židovce nějaká dobrá fakulta umožnila postgraduální studium a poskytovala jí finanční podporu. Uměla dobře psát na stroji a díky tomu vyhrála konkurz na pozici sekretářky na částečný úvazek u doktora Rudolfa Schönheimera, vedoucího biochemika na Kolumbijské univerzitě, který ji přijal za podmínky, že se naučí těsnopis. Vedlejším benefitem této práce byla možnost navštěvovat kurzy na této univerzitě.
V únoru 1941 nicméně dostala nabídku na postgraduální studium fyziky a získala místo vyučující asistentky na Univerzitě Illinois v Urbana Champaign, přičemž primárním důvodem bylo, že začala druhá světová válka a mnoho mužů odešlo do války a vysoké školy se rozhodly nabízet stipendium ženám, než aby byly uzavřeny. V létě roku 1941 proto absolvovala dva kurzy fyziky pod záštitou vlády na Newyorské univerzitě. Na University of Illinois byla jedinou ženou mezi 400členným kolektivem, první od roku 1917. V roce 1942 získala magisterský titul. V červnu roku 1943 se provdala za kolegu na studiích Aarona Yalowa, syna rabína. Měli spolu dvě děti a udržovali košer domov, v roce 1945 získala titul Ph.D.
Po studiích byla přijata na jeden rok jako asistentka inženýra ve federální telekomunikační laboratoři. Další rok pracovala jako učitelka na Hunter College. Poté nastoupila do Bronx Veterans Administration Hospital jako vedoucí nově vzniklého radioizotopového oddělení. Spolupracovala se Solomonem Bersonem na vývoji radioimunoanalýzy (RIA), radioizotopové techniky, která umožňuje měření stopových množství hormonů a dalších biologických látek v lidské krvi. V roce 1959 oznámili, že mohou přesně změřit koncentrace inzulinu v krvi. Jejich test poprvé měřil hormon v laboratoři, aniž by bylo nutné vystavit pacienta radioaktivitě. Tento velkolepý úspěch spojil imunologii (vazba antigen-protilátka), nukleární medicínu („trasovací technika“), matematiku, fyziku a chemii.
Metoda se nejprve používala při určování hladiny inzulinu u cukrovky. Vědecký článek popisující radioimunoanalýzu inzulinu, publikovaný v roce 1960, se stal velmi citovaným a byl široce používán při vytváření nových RIA metod pro další molekuly. Postupně byla metoda aplikována na stovky dalších látek – včetně hormonů, vitamínů a enzymů, které se v krvi vyskytují v tak malých koncentracích, že je dříve nebylo možné detekovat. Navzdory obrovskému komerčnímu potenciálu této metody ji Yalowová s Bersonem odmítli patentovat.
V roce 1968 byla Yalowová jmenována výzkumnou profesorkou na oddělení lékařství v Mount Sinai Hospital.
Až do své smrti bydlela v tom samém domu v Riverdale, který koupila s manželem poté, co začala v roce 1940 pracovat v Bronx Veterans Administration Medical Center. Její manžel, doktor Aaron Yalow, zemřel v roce 1992. Rosalyn Yalowová zemřela po několika mozkových mrtvicích 30. května 2011 v 89 letech.

## Ocenění
V roce 1975 dostala s Bersonem (zemřel v roce 1972) AMA Scientific Achievement Award. Následující rok se stala první ženou, která získala Albert Lasker Award za základní lékařský výzkum. V roce 1977 získala Nobelovu cenu společně s Rogerem Guilleminem a Andrewem V. Schallym za vývoj metody RIA umožňující měření substancí v lidském těle, díky níž bylo mimo jiné například možné prověřovat krev dárců na takové nemoci, jako byla hepatitida. Tuto metodu vyvinuli společně s Bersonem. RIA může být využívána při měření mnoha látek (jako jsou například viry, léky (drogy) či hormony), nacházejících se v malém množství v tekutině uvnitř i vně organismů. Seznam aktuálních možných použití je nekonečný, kromě screeningu krve dárců na různé typy hepatitidy může být použita při identifikaci hormonů, souvisejících se zdravotními problémy. Dále může být RIA používána při zjišťování cizích látek v krvi, včetně některých druhů rakoviny, a při měření efektivity různých dávek antibiotik a léků.
V roce 1978 se stala členkou American Academy of Arts and Sciences. V roce 1988 dostala National Medal of Science.